# Volkswagen Eos

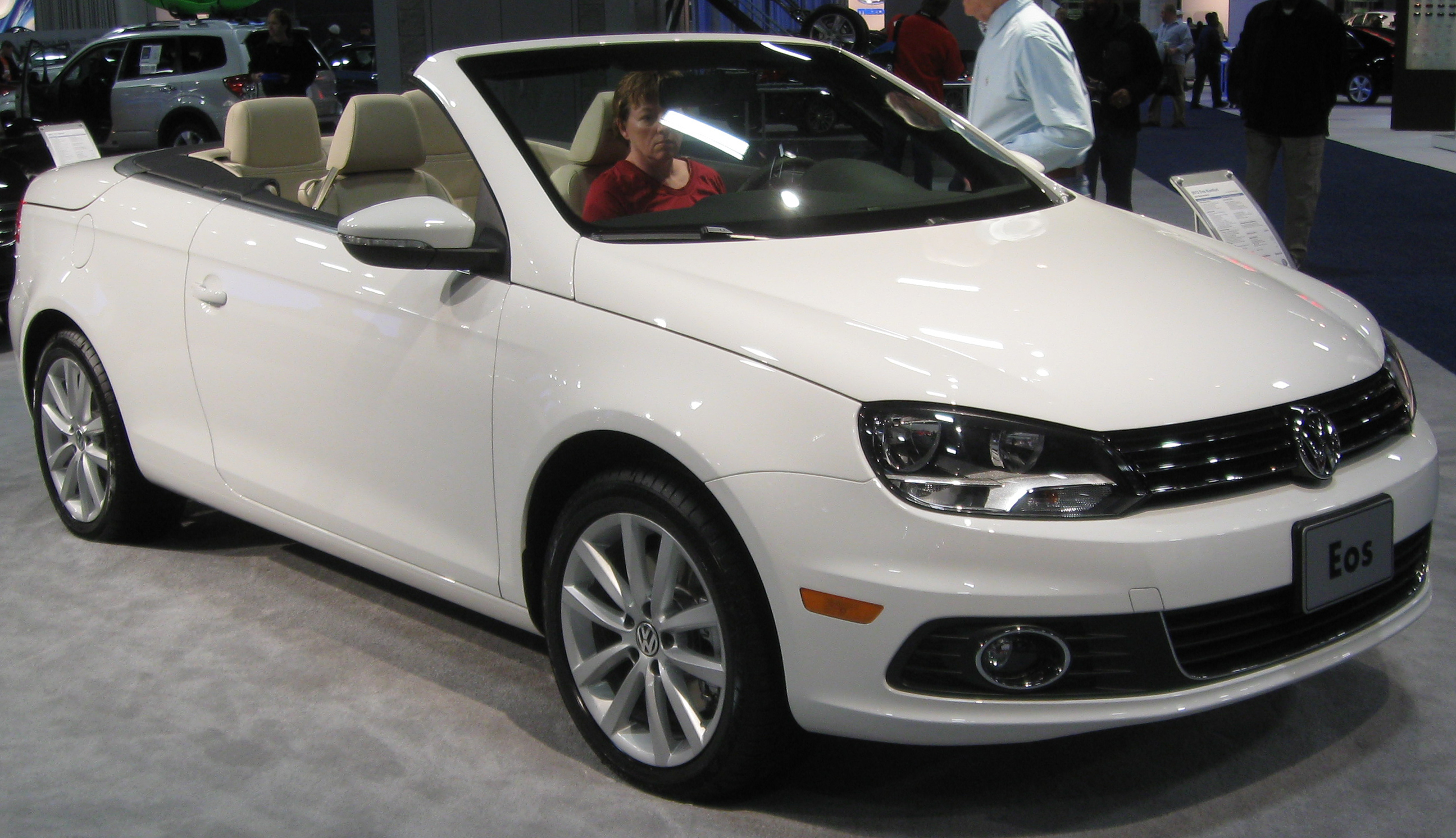
Volkswagen Eos facelift (2011)

De Volkswagen Eos is een Coupé Cabriolet van de Duitse autoproducent Volkswagen. De Eos werd gemaakt vanaf het voorjaar van 2006 tot medio 2015.

## Geschiedenis
De Eos was de opvolger van de Volkswagen Golf Cabriolet en was voorzien van een daksysteem dat CSC (Coupé Schuifdak Cabriolet) werd genoemd. Daarnaast was de Eos de eerste coupé sinds de productie van de Corrado, waarvan de productie gestaakt werd in 1995. Maar anders dan de Volkswagen Golf Cabrio, was de Eos een opzichzelfstaand model met een nieuwe carrosserie, ofschoon dit model enkele componenten deelde met de Golf en de Jetta. De naam 'Eos' was afkomstig van de naam van de Griekse godin Eos van de dageraad en de wind. Dit model werd geproduceerd in de Volkswagen Autoeuropa fabriek in Palmela, Portugal.
Voor de productie van dit model, stond het model bekend onder de naam Concept C dat op de Autosalon van Genève stond. Daarnaast werd deze auto gepresenteerd op de autoshow in Frankfurt (Internationale Automobilausstellung) in september 2005. In Noord-Amerika werd deze auto geïntroduceerd op de Los Angeles Auto Show in januari 2006.
In 2011 kreeg de Eos een facelift, echter veranderde dit weinig in de dalende verkoopaantallen. In mei 2015 werd de productie van de Eos stopgezet, vanwege besparingsmaatregelen van de VW-groep verscheen er geen directe opvolger. De Eos was echter sinds 2013 niet meer leverbaar in Nederland.

## Motoren
Met de introductie in 2006 was er keuze uit vier motoren. De basismotor was een 1,6-liter FSI-motor gevolgd door een 2,0-liter FSI en een nog turbo-versie hiervan. Ook was er keuze uit een dieselvariant met een 2,0-liter TDI-motor. Later dat jaar verscheen het topmodel met een 3,2-liter VR6 welke in 2009 vervangen werd door een 3.6 VR6. Eind 2007 werd de 1,6-liter basis-versie vervangen voor een 1,4-liter TSI-motor met turbo die zuiniger en krachtiger was.
Gegevens van de basismodellen:

#### Benzine
| Type               | Motor     | Motor     | Motor   | Vermogen        | Koppel | 0–100 km/h | Topsnelheid | Jaartal     |
| Type               | Inhoud    | Cilinders | Kleppen | Vermogen        | Koppel | 0–100 km/h | Topsnelheid | Jaartal     |
| ------------------ | --------- | --------- | ------- | --------------- | ------ | ---------- | ----------- | ----------- |
| 1.6 FSI            | 1.598 cm³ | 4-in-lijn | 16V     | 86 kW (115 pk)  | 155 Nm | 11,9 s     | 192 km/h    | 2006 - 2008 |
| 1.4 TSI            | 1.390 cm³ | 4-in-lijn | 16V     | 91 kW (122 pk)  | 200 Nm | 10,9 s     | 196 km/h    | 2008- 2011  |
| 1.4 TSI BlueMotion | 1.390 cm³ | 4-in-lijn | 16V     | 91 kW (122 pk)  | 200 Nm | 10,9 s     | 198 km/h    | 2011- 2013  |
| 1.4 TSI            | 1.390 cm³ | 4-in-lijn | 16V     | 119 kW (160 pk) | 240 Nm | 8,8 s      | 217 km/h    | 2007 - 2013 |
| 2.0 FSI            | 1.984 cm³ | 4-in-lijn | 16V     | 112 kW (150 pk) | 200 Nm | 9,8 s      | 209 km/h    | 2006 - 2008 |
| 2.0 TFSI           | 1.984 cm³ | 4-in-lijn | 16V     | 149 kW (200 pk) | 280 Nm | 7,8 s      | 232 km/h    | 2006 - 2009 |
| 2.0 TSI            | 1.984 cm³ | 4-in-lijn | 16V     | 157 kW (210 pk) | 280 Nm | 7,8 s      | 236 km/h    | 2009 - 2013 |
| 3.2 VR6 FSI        | 3.189 cm³ | VR6       | 24V     | 186 kW (250 pk) | 330 Nm | 7,3 s      | 247 km/h    | 2006 - 2008 |
| 3.6 VR6 FSI        | 3.597 cm³ | VR6       | 24V     | 194 kW (260 pk) | 350 Nm | 6,9 s      | 250 km/h    | 2009 - 2011 |

#### Diesel
| Type               | Motor     | Motor     | Motor   | Vermogen        | Koppel | 0–100 km/h | Topsnelheid | Jaartal     |
| Type               | Inhoud    | Cilinders | Kleppen | Vermogen        | Koppel | 0–100 km/h | Topsnelheid | Jaartal     |
| ------------------ | --------- | --------- | ------- | --------------- | ------ | ---------- | ----------- | ----------- |
| 2.0 TDI            | 1.968 cm³ | 4-in-lijn | 16V     | 104 kW (140 pk) | 320 Nm | 10,3 s     | 206 km/h    | 2008 - 2011 |
| 2.0 TDI BlueMotion | 1.968 cm³ | 4-in-lijn | 16V     | 104 kW (140 pk) | 320 Nm | 10,3 s     | 207 km/h    | 2011 - 2013 |